# Charles Dubois (Mediziner)
Charles Dubois (* 1887; † 1943) war ein Schweizer Neurologe.
Von 1933 bis 1936 war Dubois Präsident der Schweizerischen Neurologischen Gesellschaft.
Dubois war der Sohn von Paul Dubois.